# Mrs. Robinson (forlaget)
Forlaget Mrs Robinson er et dansk forlag, som blev etableret i 2008.
Mrs Robinson udgiver især oversat skønlitteratur.